# Ewangelia Marii

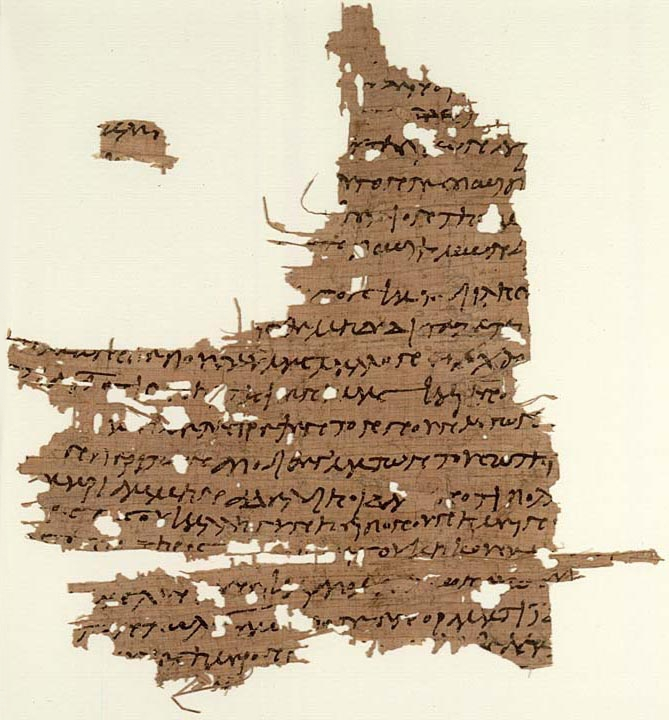
Ewangelia Marii (P. Oxyrhynchus 3525)

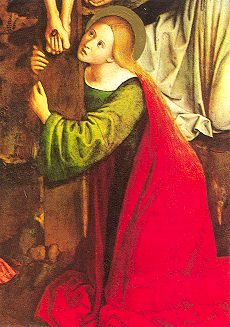
Maria Magdalena

Ewangelia Marii  (Ewangelia Marii Magdaleny) – gnostycki apokryf, zgodnie z niektórymi przekazami napisany przez Marię Magdalenę.

## Manuskrypty
- Papirus Rylandsa 463 – fragment grecki, datowany na III wiek, zawiera tekst 7,4 do 19,5 koptyjskiego rękopisu;
- Papirus Oxyrhynchus 3525 – fragment grecki, datowany na III wiek, zawiera tekst 9,1 do 10,10 koptyjskiego rękopisu;
- Papirus Berolinensis 8502 – rękopis koptyjski, datowany na V wiek.

Fragment koptyjski jest najobszerniejszy i najważniejszy. Greckie rękopisy to dwa niewielkie fragmenty z licznymi uszkodzeniami, których tekst rekonstruowany jest w oparciu o koptyjski rękopis. Rękopis koptyjski uznawany jest za całość Ewangelii Marii Magdaleny, tekst apokryfu dzielony jest w oparciu o koptyjski rękopis. Został on odkryty przez Dr. Rheinhardta w Kairze w 1896. Tekst opublikowany został w roku 1955.
W całej ewangelii brakuje stron 1-6 (rozdziały 1-3) oraz 11-14 (rozdziały 6-7, oraz fragmenty 5 i 8).

## Autorstwo
Tekst źródłowy kończy się słowami; Była to Ewangelia według Marii. Mimo braku historycznych źródeł, najczęściej autora identyfikuje się jako Marię Magdalenę.

## Treść
Jednym z epizodów pojawiających się w Ewangelii Marii Magdaleny jest konflikt Marii Magdaleny z apostołem Piotrem. Epizod ten przewijał się również w innych tekstach gnostyckich (np. Ewangelii Tomasza, Ewangelii Egipcjan). Piotr i Andrzej odrzucają władzę kobiet i ich rolę w nauczaniu.
Innym epizodem jest objawienie, które Maria Magdalena otrzymuje od Jezusa po jego śmierci. Uczniowie jednak buntują się przeciwko niej, nie chcą jej zaufać:

A Piotr zapytał: „Czy Zbawiciel zaiste mówił na osobności z kobietą, a nie otwarcie z nami? Czy mamy się do niej zwrócić i słuchać jej wszyscy? Czy wolał ją od nas?” A Lewi odparł: „Piotrze, zawsze łatwo się unosiłeś. Teraz widzę, że walczysz z tą niewiastą, jakbyś był jej wrogiem. Jeżeli Zbawiciel ją wyniósł, kimże zaiste jesteś, abyś miał ją odrzucać? Zapewne Zbawiciel zna ją bardzo dobrze. Dlatego miłował ją bardziej niż nas.”